# ديشا رافي
ديشا أنابا رافي (مواليد 1998/1999، بنغالور)، ناشطة شبابية هندية في مجال التغير المناخي ومؤسسة حركة فرايديز فور فيوتشر في الهند. جذب اعتقالها في 13 فبراير 2021 لتورطها المزعوم بمجموعة أدوات على الإنترنت تتعلق بغريتا تونبرج واحتجاجات المزارعين الهنود 2020-2021 اهتمامًا دوليًا. زعمت الحكومة الهندية أن مجموعة الأدوات- وثيقة اتصالات للعدالة الاجتماعية المعيارية ولتنظيمها- توفر قائمة بطرق دعم احتجاجات المزارعين، أثارت الاضطرابات وشكلًا من أشكال الفتنة. انتُقد الاعتقال على نطاق واسع داخل الهند ودوليًا.

## خلفية
ديشا ناشطة مناخية شابّة من بنغالور في الهند، ومن مؤسسي فرايديز فور فيوتشر في الهند، ومشاركة في حركة «مابا، المعنية بالأشخاص والمناطق الأكثر تضررًا، أي دول وشعوب الجنوب العالمي (العالم النامي)، الذين يتحملون وطأة انبعاثات الكربون والتغير المناخي» وفقًا لموقع ذا كوينت. صرحت ديشا في مقابلة مع أوتو ريبورت أفريكا: «جاء حافزي للانضمام إلى النشاط المناخي من رؤية أجدادي، وهم مزارعون، يكافحون مع آثار أزمة المناخ، ولم أدرك في ذلك الوقت أن ما كانوا يعانون منه هو أزمة المناخ، لانعدام التثقيف المناخي في المكان الذي أتيت منه».
تركز ديشا على إيصال الأصوات إلى المجتمعات المحتاجة، وكتبت العديد من المقالات الافتتاحية والمواد لناشطي المناخ الشباب الدوليين. ظهرت أيضًا في ملف تعريف مجلة فوغ البريطانية في سبتمبر 2020 لأربعة ناشطين ملونين يعملون ضد العنصرية البيئية. أشارت إليها صحيفة ذا نيو إنديان إكسبريس في 15 فبراير 2021 باسم «غريتا بنغالور».
أوضحت ديشا في سبتمبر 2020 قائلة: «أنا مضربة لأننا نعيش في أزمة المناخ. أدت الأمطار الغزيرة والإجراءات المتساهلة التي اتخذتها الحكومات إلى نزوح ملايين الأشخاص بسبب الفيضانات، لا سيما في الهند. غمرت الفيضانات منزلي الأسبوع الماضي». صرحت ديشا لصحيفة الغارديان: «نحن لا نكافح من أجل مستقبلنا فقط، نحن نكافح من أجل حاضرنا. نحن، الأشخاص الأكثر تضررًا، سنغير المحادثة في مفاوضات المناخ ونقود خطة تعافي عادلة تفيد الناس وليس جيوب حكومتنا».
صرحت ديشا في عام 2020: «ليس لدى حركة فرايديز فور فيوتشر العالمية هدف واحد. كان هدفنا فيما مضى إعلان حالة طوارئ مناخية. لم تتخذ البلدان التي أعلنت حالة الطوارئ المناخية الإجراءات، وذلك حين قررنا أننا نريد العدالة المناخية عندما تعطي الحكومة الأولوية للعمل المناخي والاستدامة البيئية قبل كل شيء. ليس لدينا مطالب محددة ونريد أن نجعل المطالب المختلفة فعالة في بلدان مختلفة».
صرحت ديشا في مقابلة عام 2020 مع الكاتبة الأمريكية غايل كيمبال لكتاب عن ناشطي المناخ من الجيل زد: «تعد الاحتجاجات في الهند جزءًا من الحياة منذ أن كان النضال الهندي من أجل الحرية متجذرًا في الاحتجاجات السلمية. هناك الكثير من الاحتجاجات حول القضايا الإنسانية والقضايا الدينية والاحتجاجات متأصلة جدًا في المجتمع الهندي. ساعدت وسائل التواصل الاجتماعي في ذلك مؤخرًا».
روقبت حركة فرايديز فور فيوتشر قبل اعتقال ديشا. كانت ديشا قد شاركت في حملة مناصرة الكترونية لفرايديز فور فيوتشر الهندية، لمعارضة مسودة تقييم الأثر البيئي في مارس 2020 من قبل وزارة البيئة والغابات والتغير المناخي. حُظرت مواقع فرايديز فور فيوتشر الهندية ومجموعتين غيرها في يوليو 2020 ردًا على ذلك، إلا أن الحظر سُحب لاحقًا.
صرحت ديشا لأوتو ريبورت أفريكا: «نعيش في بلد تُقمع فيه المعارضة. صُنفنا في فرايديز فور فيوتشر كإرهابيين لاعتراضنا على مسودة إخطار تقييم الأثر البيئي. إن لوحدها الحكومة التي تجني الأرباح على حساب الناس، ستعتبر مطالب الهواء النظيف والمياه النظيفة والكوكب الصالح للعيش أعمالًا إرهابية».
تخرجت من كلية ماونت كارمل في بنغالور، وهي خُضرية وعملت كمديرة خبرة في الطهي في شركة طعام خُضرية قبل اعتقالها.

## الاعتقال
غردت غريتا تونبورج في 4 فبراير 2021 لدعم المزارعين الهنود، وأرفقت في تغريدة أخرى مجموعة أدوات محدثة، قائلة إنها كانت «من قبل أشخاص على الأرض في الهند». غردت تونبورج بعد تقارير إعلامية عن قيام السلطات الهندية بتقديم تقرير إعلامي أولي ضدها (وصُحح التقرير الإعلامي الأولي ليكون ضد صانعي مجموعة الأدوات) قائلةً: «ما زلت أقف مع المزارعين وأدعم احتجاجهم السلمي. لن يغير ذلك أي قدر من الكراهية أو التهديدات أو انتهاكات حقوق الإنسان. #احتجاجات المزارعين».
ذكر أحد الناشطين أن مجموعة الأدوات كانت «وثيقة روتينية يستخدمها ناشطو العدالة الاجتماعية لزيادة الوعي بالقضايا واقتراح استراتيجيات للمضي قدمًا». هدفت إلى «تمكين أي شخص غير مطلع على احتجاجات المزارعين الجارية في الهند من فهم الوضع بشكل أفضل واتخاذ قرارات بشأن كيفية دعم المزارعين بناءً على تحليلهم الخاص». تقترح مجموعة الأدوات الإجراءات الواجب اتخاذها بما في ذلك «تنظيم إجراء على الأرض بالقرب من أقرب سفارة هندية أو دار وسائط أو حكومة محلية».
قُبض على ديشا في منزلها في 13 فبراير 2021 للاستجواب في سولاديفاناهالي في بنغالور، من قبل فريق من شرطة دلهي بزعم نشر مجموعة أدوات لوسائل التواصل الاجتماعي تتعلق باحتجاجات المزارعين الهنود 2020-2021. أُرسلت إلى حجز الشرطة لمدة 5 أيام. ذكر موقع ذا كوينت أن الاعتقال «استند حسبما ورد إلى التقرير الإعلامي الأولي الذي قدمته وحدة الجرائم الإلكترونية التابعة لشرطة دلهي، والذي سُجل ضد مبتكري مجموعة الأدوات في 4 فبراير». قالت الشرطة إن مجموعة الأدوات تضمنت روابط مواقع مؤيدة لحركة خالصتان. أفادت وكالة أسوشيتد برس أن الحكومة «حاولت في البداية تشويه سمعة المزارعين المحتجين، وكثير منهم من السيخ، بدافع القومية الدينية».
رفعت الشرطة قضية تحريض على الفتنة والتآمر الإجرامي ضد ديشا وقالت إن اعتقالها يتعلق بتحقيق في اقتحام مزارعين للحصن الأحمر التاريخي في 26 يناير 2021، وصرح المسؤول في شرطة دلهي بريم ناث للصحفيين أن «الهدف الرئيسي من مجموعة الأدوات كان خلق معلومات مضللة وسخط ضد الحكومة المتشكلة قانونيًا». زعمت الشرطة أن ديشا كانت «متآمرًا رئيسيًا» في إنشاء مجموعة الأدوات ونشرها، وأنها تعاونت مع «مؤسسة بويتك جستس» المؤيدة لحركة خالصتان، لنشر السخط ضد الدولة الهندية. ادّعت الشرطة علاوة على ذلك أن ديشا أطلعت تونبرج بالوثيقة، التي نشرتها بتغريدة بعد ذلك، وقالت الشرطة «إن مشاركة الوثيقة على وسائل التواصل الاجتماعي تشير إلى وجود مؤامرة وراء أعمال العنف في 26 يناير، يوم الجمهورية الهندية، عندما اندلعت احتجاجات المزارعين السلمية إلى حد كبير في مصادمات مع الشرطة». ذكر مصدر آخر أن الشرطة لم تزعم «وجود صلة بين أعمال العنف التي وقعت في 26 يناير ومحتويات مجموعة الأدوات، التي لا تتحدث إلا عن الأشكال القانونية للاحتجاج، بما في ذلك حملات وسائل التواصل الاجتماعي».
سلطت الصحافة الدولية الضوء على الاعتقال كجزء من أعمال الحكومة الهندية. أفادت بي بي سي نيوز «بخشية الكثير» أن اعتقال ديشا هو جزء من نمط أكبر من ترهيب الصحفيين والمتظاهرين باستخدام ما وصفته بي بي سي نيوز بقوانين الفتنة «الوحشية» للعصر الاستعماري. وصفت صحيفة نيويورك تايمز الاعتقال بأنه «الأحدث في سلسلة من حملات القمع الأوسع ضد الناشطين» وجزء من تراجع أكبر في حرية الإنترنت في الهند. كتبت صحيفة التلغراف أن الاعتقال «جاء بعد أن استخدمت تونبورج ونجمة البوب ريهانا مكانة المشاهير لدعم احتجاجات المزارعين، ما أثار رد فعل غاضب من الحكومة الهندية». ذكرت مجلة تايم الحملة الأكبر على المعارضة في الهند مع اعتقال ديشا كجزء منها. ذكرت شبكة إن بي سي نيوز أن ديشا «ظهرت كرمز لحملة الحكومة الهندية على المعارضة» وأن اعتقالها «جدد المخاوف من رد الفعل السلطوي على احتجاجات المزارعين التي هزت البلاد».